# Cotinga turquesa
La cotinga turquesa (Cotinga ridgwayi) és un ocell de la família dels cotíngids (Cotingidae).

## Hàbitat i distribució
Habita la selva pluvial, vegetació secundària i bosc obert de les terres baixes al sud-oest de Costa Rica i l'extrem oest de Panamà.